# San Lorenzo de San Ramón
San Lorenzo es un distrito del cantón de San Ramón, en la provincia de Alajuela, de Costa Rica.

## Historia
San Lorenzo fue creado el 30 de agosto de 2016 por medio de Acuerdo Ejecutivo N° 026-2016-MGP. Segregado del distrito Ángeles.

## Localidades
La cabecera de distrito es Valle Azul. El distrito cuenta con los poblados Bajo Córdoba, Bajo Rodríguez, Cataratas, Colonia Palmareña, Coopezamora, Criques,Pueblo Nuevo, Kooper, Los Lagos, Las Rocas y San Jorge.

## Geografía
San Lorenzo cuenta con un área de 304,74 km² y una altitud media de 200 m s. n. m.
La Reserva biológica Manuel Alberto Brenes se encuentra en este distrito.

## Demografía
Para el último censo efectuado, en el 2011, San Lorenzo no había sido creado.

## Transporte

### Carreteras
Al distrito lo atraviesan las siguientes rutas nacionales de carretera:
- Ruta nacional 702
- Ruta nacional 739